# Ein Mädel von Klasse
Ein Mädel von Klasse ist ein US-amerikanisches Stummfilmdrama aus dem Jahr 1925 von Alfred Santell mit Corinne Griffith in der Hauptrolle, die den Film auch produzierte. Er wurde von First National in den Verleih gebracht und basiert auf Kurzgeschichte Classified von Edna Ferber.

## Handlung

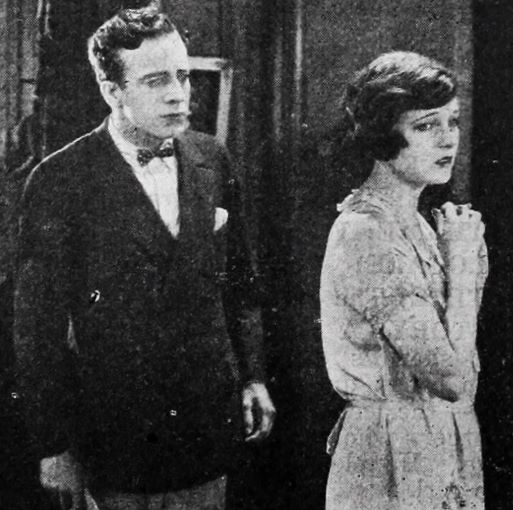
Szenenfoto mit Corinne Griffith und Jack Mulhall

Babs Comet, die mit ihrer Familie in der West Side in Manhattan lebt, arbeitet als Telefonistin in der Rubrik Kleinanzeigen einer Tageszeitung. Sie ist entschlossen, ihr gutes Aussehen zu nutzen und flirtet offen mit jedem reichen Mann, den sie trifft. Durch Zufall lernt sie den Autowerkstattbesitzer Lloyd Whiting kennen und verliebt sich in ihn. Wütend über Lloyds Weigerung, eine Verabredung einzuhalten, fährt Babs mit dem reichen Spencer Clark aus und geht schließlich zu Fuß von der Landstraße nach Hause. Sie kommt um 7 Uhr morgens im Haus ihrer Eltern an und diese befürchten das Schlimmste. Lloyd hat jedoch Vertrauen in sie und überredet Clark, ihren Eltern die Angelegenheit zu erklären. Der reumütige Millionär bittet Babs, ihn zu heiraten, aber sie lehnt ab und erklärt, dass sie nur Lloyd liebt.

## Hintergrund
Scott R. Beal fungierte als Regieassistent.
Im Archiv der Library of Congress ist eine unvollständige Kopie, bei der eine der sieben Filmrollen fehlt, gelagert.

## Veröffentlichung
Die Premiere des Films fand am 11. Oktober 1925 statt. 1926 kam er im Deutschen Reich in die Kinos.

## Auszeichnungen
1926 wurde der Film mit zwei Photoplay Awards für den Monat Januar ausgezeichnet. Ein Award wurde als bester Film verliehen, den anderen bekam Corinne Griffith als beste Darstellerin.